# Freedmen's Bureau
Bureau of Refugees, Freedmen, and Abandoned Lands, vanligen förkortad som Freedmen's Bureau, var en myndighet verksam i Sydstaterna i USA under rekonstruktionen efter det amerikanska inbördeskriget, med syftet att assistera de nyligen frigivna slavarna och anpassa dem in i det fria samhället. Den grundades 3 mars 1865 och fungerade till 1872 som en statlig myndighet med syftet att administrera "förnödenheter, kläder och bränsle.... för det omedelbara och tillfälliga logit och förnödenheterna för de utarmade och lidande flyktingarna och frigivna samt deras hustrur och barn".
Freedmen's Bureau uppnådde framgång under de första åren efter inbördeskriget, under rekonstruktionenseran, men dessa framgångar rullades i stort sett tillbaka i Sydstaterna när rekonstruktionen upphävdes, något som följdes av införandet av Jim Crow-lagarnas rassegregeringssamhälle. 